# Pylaisia curviramea
Pylaisia curviramea är en bladmossart som beskrevs av Hugh Neville Dixon 1928. Pylaisia curviramea ingår i släktet aspmossor, och familjen Hypnaceae. Inga underarter finns listade i Catalogue of Life.